# Сеніджа
Сеніджа, Сеніха (валенс. Senija, ісп. Senija) — муніципалітет в Іспанії, у складі автономної спільноти Валенсія, у провінції Аліканте. Населення — 623 особи (2022).

## Географія
Муніципалітет розташований на відстані близько 370 км на південний схід від Мадрида, 55 км на північний схід від Аліканте.

## Демографія
Динаміка населення (INE ):

## Галерея зображень

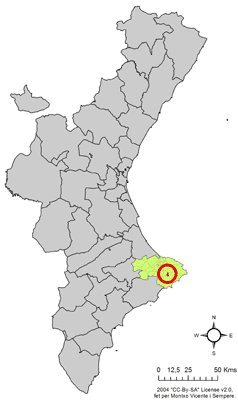
Розташування муніципалітету Сеніджа у автономній спільноті Валенсія
Розташування муніципалітету Сеніджа у комарці Маріна-Альта